# یالیتسا آپاریسیو
یالیتسا آپاریسیو (اسپانیایی: Yalitza Aparicio‎)؛ ‏ (اسپانیایی: [ɟʝaˈlitsa apaˈɾisjo] ()) زادهٔ (۱۱ دسامبر ۱۹۹۳) بازیگر و مربی مهدکودک اهل مکزیک است. او اولین نقش آفرینی خود را در فیلم درام رما، محصول سال ۲۰۱۸ ساخته آلفونسو کوارون انجام داد که نقش کلئو را در این فیلم برعهده داشت و دستاورد نامزدی دریافت جایزه اسکار بهترین بازیگر زن را برای او به ارمغان داشت. در سال ۲۰۱۹، مجله تایم او را جزو ۱۰۰ فرد تأثیرگذار در جهان قرار داد. در روز ۴ اکتبر ۲۰۱۹، او به عنوان سفیر حسن نیت یونسکو مردم بومی تعیین شد.